# Nobelpalatset

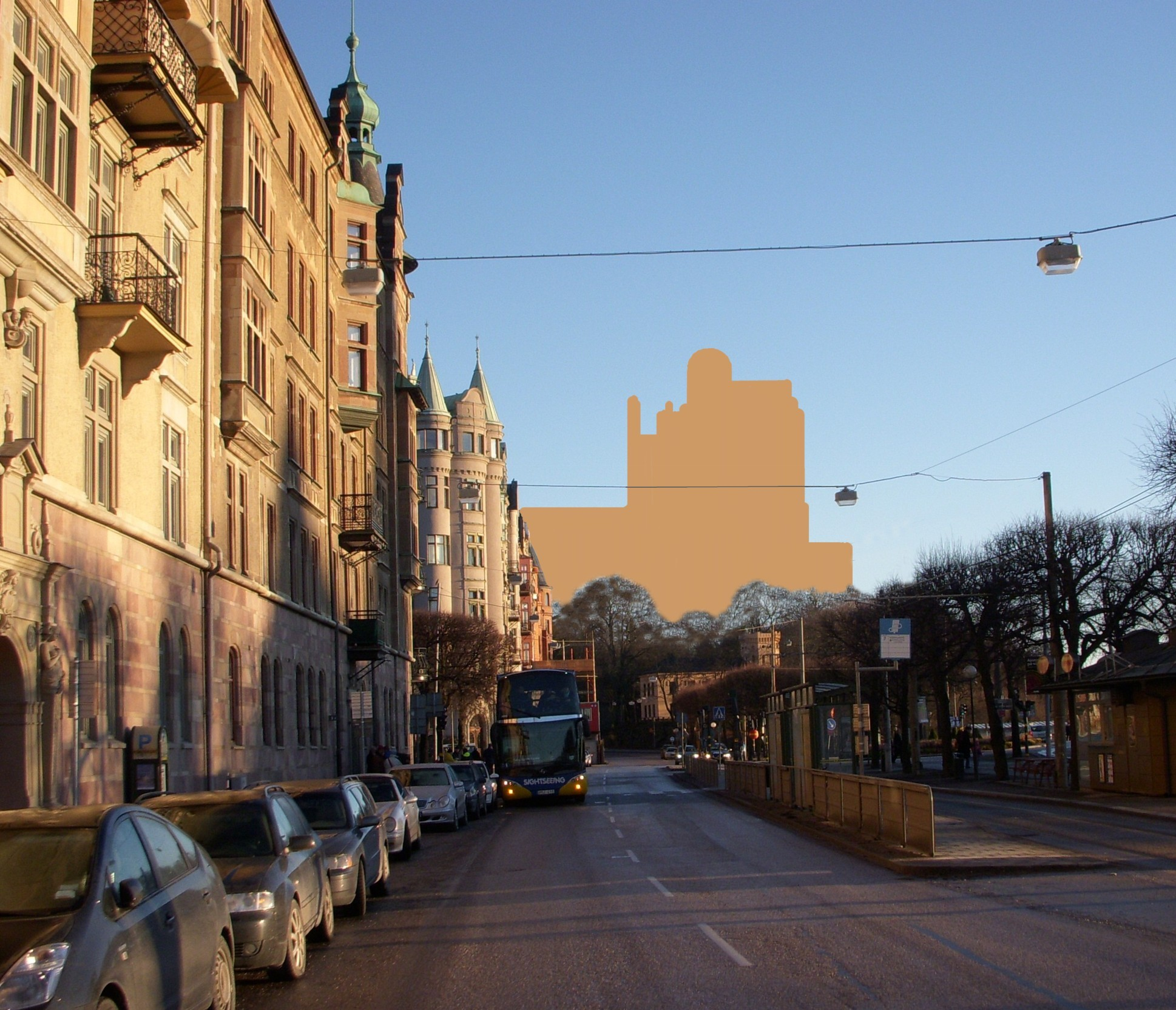
Strandvägen mot öst med siluetten för Nobelpalatset i fonden. (Fotomontage).

Nobelpalatset  var en planerad byggnad till Alfred Nobels minne i nuvarande Nobelparken i stadsdelen Östermalm i Stockholm. Nobelpalatset hade ritats av arkitekten Ferdinand Boberg mellan åren 1906 och 1911. Byggnaden blev aldrig förverkligad.

## Historik

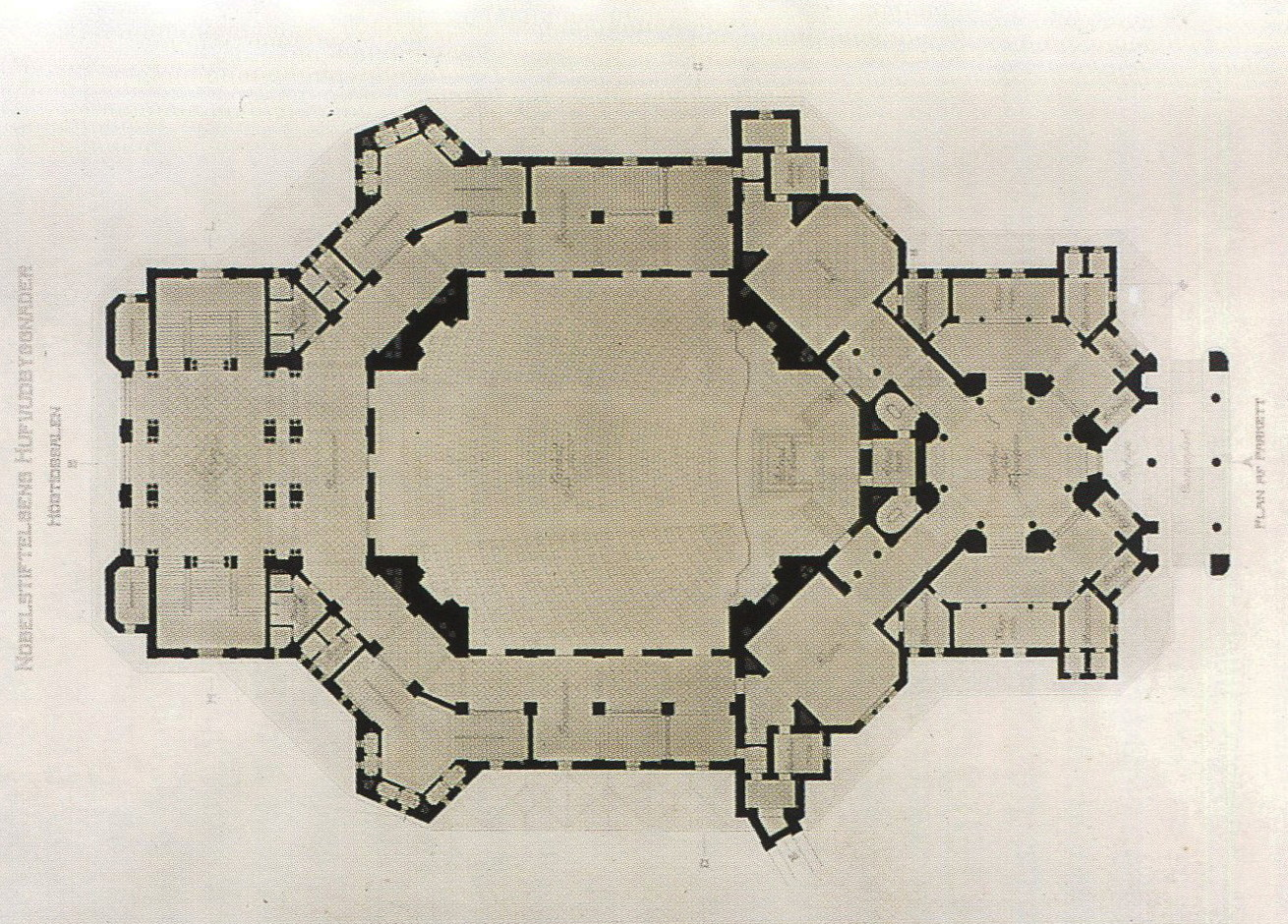
Bobergs planritning, 1911.

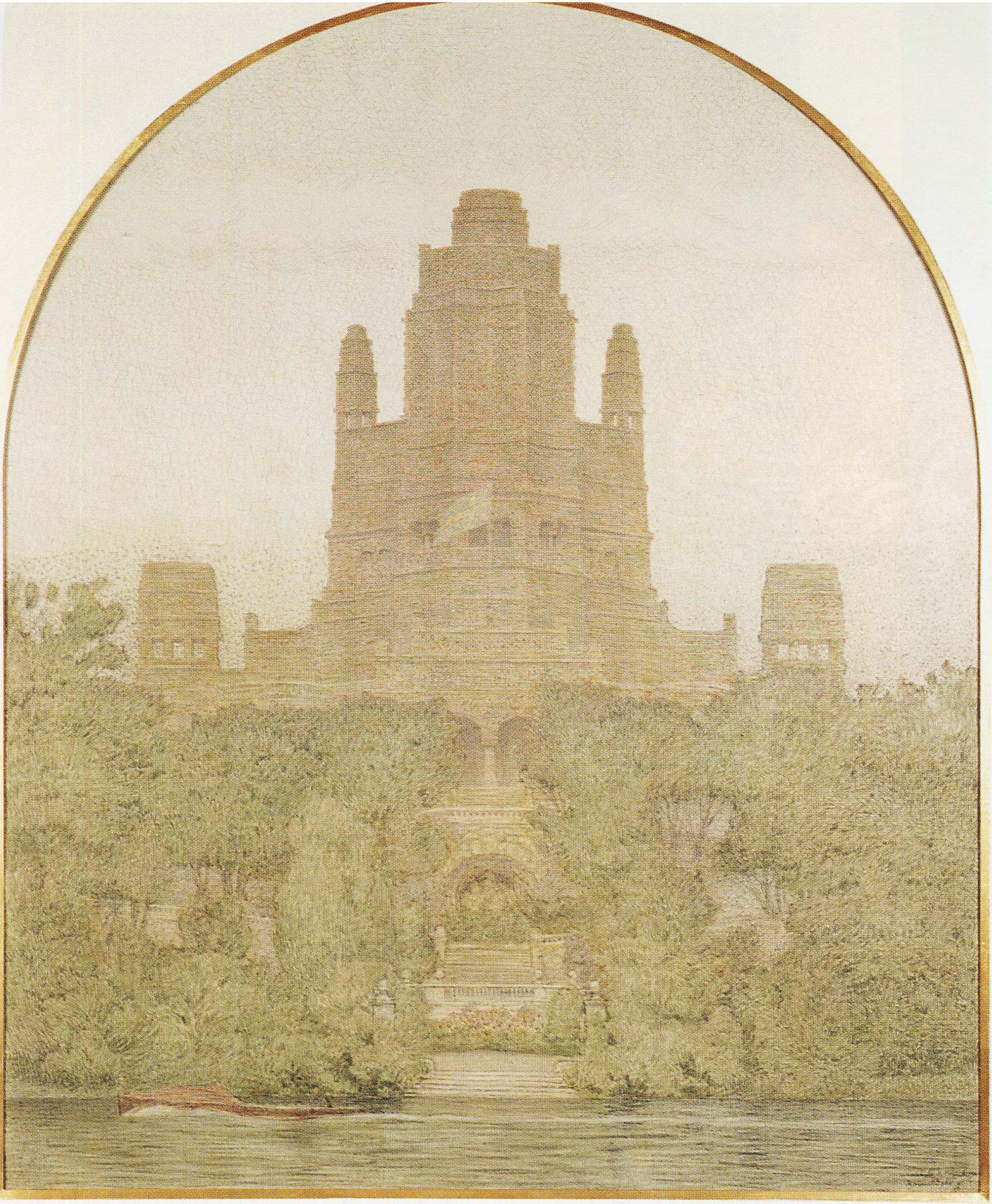
Bobergs fasadritning mot Djurgårdsbrunnsviken.

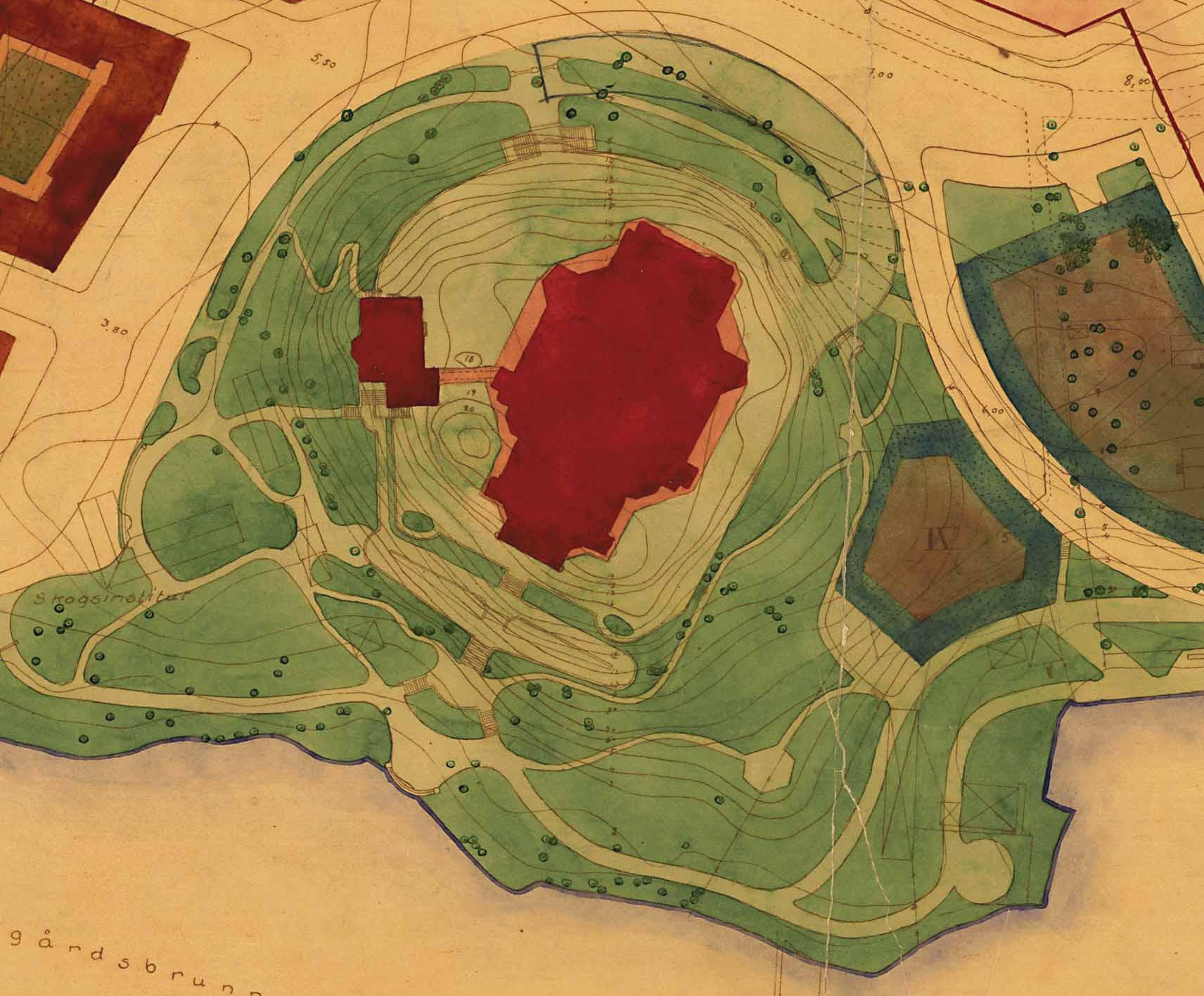
Per Olof Hallmans stadsplan från 1911. Nobelpalatset syns i rött, mitt i Nobelparken.

I Nobelstiftelsens övergångsstadgar fanns inskrivet att stiftelsen skulle bygga en ”förvaltningslokal jämte högtidssal”. Pengar avsattes i en särskild byggnadsfond, som växte dels genom förräntning och dels genom att tillföras en del medel från royalties på Nobels patent. Efter en del diskussion om var en sådan byggnad skulle kunna ligga fick Nobelstiftelsen möjlighet att lägga den på Skogsinstitutets tomt på gamla Ladugårdsberget på Östermalm, nuvarande Nobelparken.
År 1906 fick Ferdinand Boberg, en vid den tiden gärna anlitad arkitekt i uppdrag att utreda hur en byggnad på tomten skulle kunna se ut. Han hade redan tidigare arbetat med platsen vid ett par tillfällen: som förslag på dels plats för en bostad åt prins Gustaf Adolf och prinsessan Margareta och dels för ett marinmuseum. I september 1907 hade Boberg utarbetat två perspektiv och en utredning med högtidssal för 1 200 personer och förvaltningslokaler. Boberg var mycket road över uppdraget och till vännen Carl Milles skrev han bland annat: "…Du skall få se! Roligt har jag haft alldeles vansinnigt medan denna idé formades ut - dagar sådana som aldrig förr!" och ”Och jag arbetade på Nobelprojektet, som nu är klart att ritas upp. Det blir bra, och jag är nu alldeles öfvertygad, att det icke blir någon täfvlan af, medan de icke skulle vinna något därpå. Om sedan det hela blir af alls, för kostnadens skull, återstår att se.”
Boberg ansåg sitt förslag vara det djärvaste han ritat;  Nobelpalatset skulle torna upp sig från en klippavsats i parken ungefär 20 meter över Djurgårdsbrunnsviken och Strandvägen skulle i fonden mot öst ha fått en siluett som han menade var utan motstycke. I januari 1910 beslöts att en gipsmodell skulle tillverkas samt att Boberg skulle få utföra en del ändringar i förslaget, mot en höjning av arvodet från 8000 kr till 9000 kr. Representanter för Kungl. Vetenskapsakademien och Karolinska institutet ville ha en större åhörarsal och Boberg presenterade olika förslagsalternativ, ett med 1600 och ett med 2 000 platser.
Hösten 1911 ställdes Bobergs ritningar ut, och förslaget mötte blandade reaktioner. Många menade att det var bra för Nobelstiftelsen att få en monumental byggnad, och att Boberg löst denna uppgift på ett lämpligt sätt. Andra, däribland arkitekten Ragnar Östberg, var kritiska. Reaktionerna visade att Bobergs ställning som Sveriges ledande arkitekt vid denna tid blev allt mer ifrågasatt av en yngre generation. Kritiken riktade särskilt in sig på att byggnaden hade en för internationell karaktär.
August Brunius skrev i Svenska Dagbladet att byggnaden var imponerande, men i för hög grad präglades av utländska influenser. Detta ogillade Brunius, även om han menade att det också var ett resultat av att Boberg byggde ”för en institutionell institution”. I sitt angrepp i Svensk Tidskrift menade Ragnar Östberg att själva tanken på ett hus var välkommen, och han menade att Nobelstiftelsens byggnad borde vara skolbildande i en ny ”svensk monumental byggnadskonst”. Men detta kunde bara ske om byggnaden uttryckte en nationell identitet, och det tyckte Östberg inte att Bobergs förslag gjorde.
Nobelstiftelsen hade också tagit emot yttranden från Carl Möller och I.G. Clason, som båda var positiva till förslaget, även om det fanns vissa reservationer kring det faktum att byggnadens högtidssal också skulle kunna fungera som konsertsal; något som Möller menade förtog möjligheten att göra en festsal som verkligen lämpade sig för utdelning av Nobelpris.

## Förslaget avvisas slutgiltigt

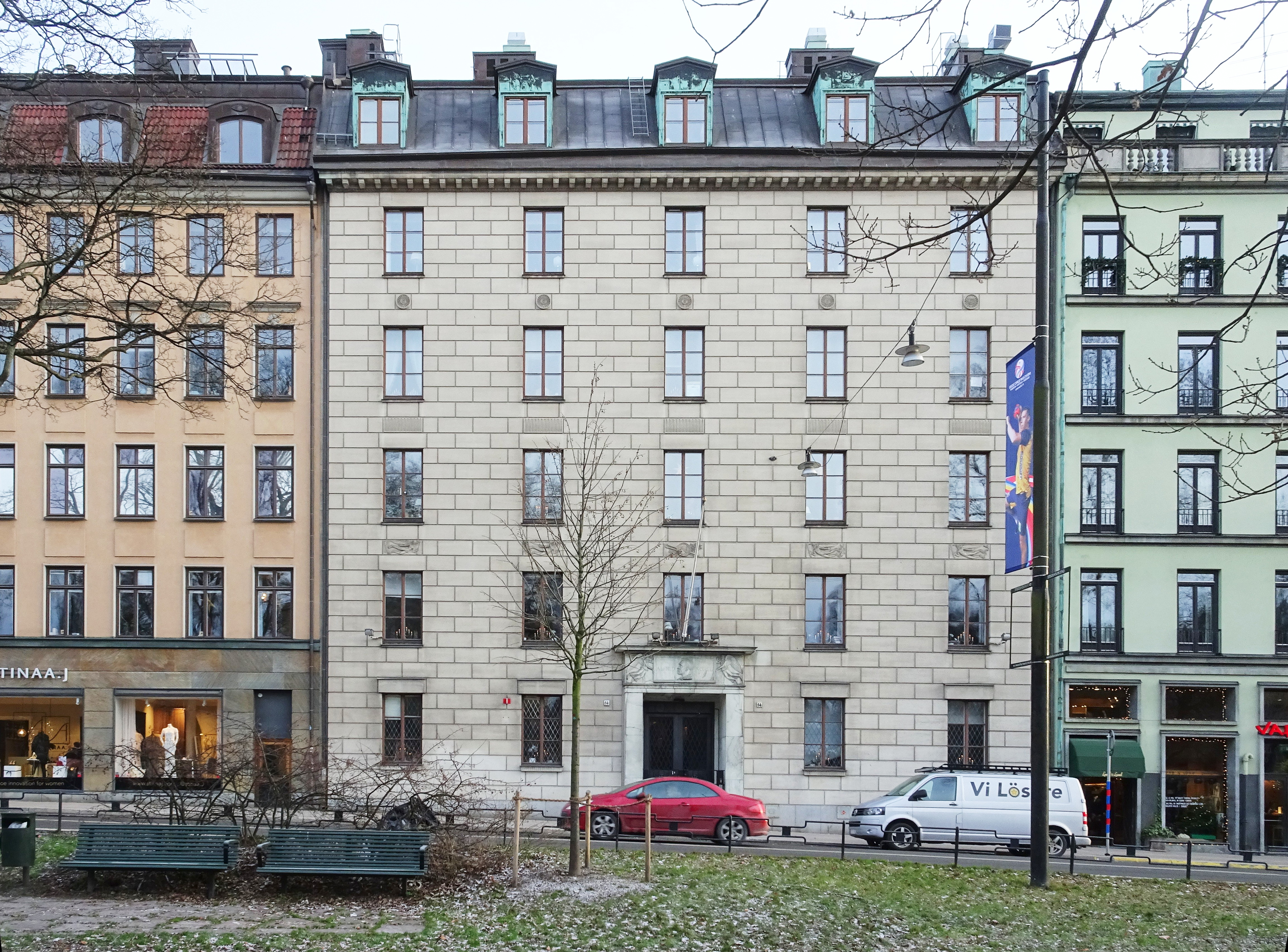
Nobelstiftelsens hus, Sturegatan 14.

I januari 1912 diskuterades frågan i Nobelstiftelsens styrelse och man kom där fram till att Bobergs förslag inte var hållbart ekonomiskt. Byggnadsfrågan fick därmed börja om, och man började med att utreda huruvida Nobelfesten verkligen skulle firas på vintern eller om den skulle flyttas till sommaren. 
Under första världskriget firades inga Nobelfester och därför kunde man inte testa denna idé förrän 1920. Då hade man dock övergivit tanken på en stor byggnad och istället inköpt en fastighet på Sturegatan 14 för att där inhysa stiftelsens administration (se Nobelstiftelsens hus). Festen skulle kunna firas i någon av de planerade byggnaderna Konserthuset eller Stadshuset.
Nobelprisets utdelning och Nobelfesten hamnade så småningom hos Bobergs kontrahenter, nämligen i Tengboms Konserthuset respektive i Östbergs Stadshuset. Idag påminner enbart parkens namn (Nobelparken) och den intilliggande gatan (Nobelgatan) om Ferdinand Bobergs stora projekt.